# COX18
COX18 (англ. COX18, cytochrome c oxidase assembly factor) – білок, який кодується однойменним геном, розташованим у людей на 4-й хромосомі. Довжина поліпептидного ланцюга білка становить 333 амінокислот, а молекулярна маса — 37 063.
| 10         |  | 20         |  | 30         |  | 40         |  | 50         |
| ---------- |  | ---------- |  | ---------- |  | ---------- |  | ---------- |
| MLCRLGGRWL |  | RPLPALQLWA |  | RDLPLAPVPT |  | SGAKRPTLPV |  | WAVAPVSAVH |
| ANGWYEALAA |  | SSPVRVAEEV |  | LLGVHAATGL |  | PWWGSILLST |  | VALRGAVTLP |
| LAAYQHYILA |  | KVENLQPEIK |  | TIARHLNQEV |  | AVRANQLGWS |  | KRDARLTYLK |
| NMRRLISELY |  | VRDNCHPFKA |  | TVLVWIQLPM |  | WIFMSFALRN |  | LSTGAAHSEG |
| FSVQEQLATG |  | GILWFPDLTA |  | PDSTWILPIS |  | VGVINLLIVE |  | ICALQKIGMS |
| RFQTYITYFV |  | RAMSVLMIPI |  | AATVPSSIVL |  | YWLCSSFVGL |  | SQNLLLRSPG |
| FRQLCRIPST |  | KSDSETPYKD |  | IFAAFNTKFI |  | SRK        |  |            |

A: Аланін

C: Цистеїн

D: Аспарагінова кислота

E: Глутамінова кислота

F: Фенілаланін

G: Гліцин

H: Гістидин

I: Ізолейцин

K: Лізин

L: Лейцин

M: Метіонін

N: Аспарагін

P: Пролін

Q: Глутамін

R: Аргінін

S: Серин

T: Треонін

V: Валін

W: Триптофан

Задіяний у такому біологічному процесі, як альтернативний сплайсинг. 
Локалізований у мембрані, мітохондрії, внутрішній мембрані мітохондрії.